# Cinnamomum malayanum
Cinnamomum malayanum är en lagerväxtart som beskrevs av André Joseph Guillaume Henri Kostermans. Cinnamomum malayanum ingår i släktet Cinnamomum och familjen lagerväxter. Inga underarter finns listade i Catalogue of Life.